# 임경청
임경청(林景淸, ? ~ ?)은 고려 중기의 문신이다.

## 생애
예종 때 내시를 지냈다.
1126년 인종 때 묘청, 정지상, 백수한, 문공인 등이 서경 천도를 주장하자 그 역시 적극적으로 지지하였다.
1135년 묘청의 난이 사실상 실패로 돌아가자 1136년에 수사공 상서좌복야 추밀원사 판삼사사(守司空尙書左僕射樞密院事判三司事)로 치사하였다.